# Бахвалов, Валентин Николаевич
Валентин Николаевич Бахвалов (16 октября 1913, Вологодский район — 2 марта 1994, Луганск) — советский офицер-сапёр в Великой Отечественной войне, Герой Советского Союза (31.05.1945). Подполковник. 

## Биография
Валентин Бахвалов родился 16 октября 1913 года в деревне Гуляево (ныне — Вологодский район Вологодской области) в крестьянской семье. После окончания в 1925 году неполной средней школы работал в сельском хозяйстве. В 1927—1929 годах учился в Пиколоторжской школе фабрично-заводского ученичества на слесаря, затем до 1933 года работал по специальности. В 1933—1936 годах работал инструктором по труду и учителем физической культуры и черчения в Порозовской школе крестьянской молодёжи Кубено-Озерского района Вологодской области (ныне не существует), впоследствии работал в Ленинграде монтёром «Ленэнерго». 
В сентябре 1939 года Бахвалов был призван на службу в Рабоче-крестьянскую Красную Армию Кубено-Озерским районным военным комиссариатом Вологодской области, после чего был направлен в сапёрную часть. Принимал участие в советско-финской войне. В 1940 году Бахвалов был направлен на учёбу в Борисовское военно-инженерное училище. В начале Великой Отечественной войны училище было эвакуировано в Архангельск. С августа 1941 года лейтенант Бахвалов — на фронтах Великой Отечественной войны.
Участвовал в боях на Западном фронте, был командиром сапёрного взвода и роты. В декабре 1941 года был назначен начальником инженерной службы 991-го стрелкового полка 12-й гвардейской стрелковой дивизии 16-й армии, затем стал полковым инженером. Участвовал в битве за Москву. В 1942 году вступил в ВКП(б). С начала 1943 года Бахвалов стал заместителем командира полка по строевой части, а с декабря того же года до конца войны в звании гвардии майора был командиром 9-го гвардейского отдельного сапёрного батальона 12-й гвардейской стрелковой дивизии 9-го гвардейского стрелкового корпуса 61-й армии 1-го Белорусского фронта. Особо отличился во время Берлинской операции.
В ходе подготовки к Берлинской операции батальон под командованием Бахвалова скрытно заготовил, разместил и замаскировал на восточном берегу реки Одер около 270 лодок и других плавсредств. В ночь с 15 на 16 апреля 1945 года началось форсирование реки. Несмотря на массированный вражеский огонь, батальон переправлял через реку стрелковые подразделения, что обеспечило захват плацдарма на западном берегу Одера. В начале боя Бахвалов на плотах и понтонах, заранее заготовленных его батальоном, начал переправу артиллерийских и миномётных подразделений, что также сыграло большую роль в успехе сражения за плацдарм. Сам же Бахвалов форсировал Одер одним из первых, руководя действиями своего батальона. 16-18 апреля батальон обеспечил переправу полковых подразделений, поддерживая её в работоспособном состоянии, несмотря на артиллерийский огонь и воздушные бомбардировки. Впоследствии также отличился во время боёв за Берлин.
Указом Президиума Верховного Совета СССР от 31 мая 1945 года за «образцовое выполнение боевых заданий командования и проявленные мужество и героизм в боях с немецко-фашистскими захватчиками» гвардии майор Валентин Бахвалов был удостоен высокого звания Героя Советского Союза с вручением ордена Ленина и медали «Золотая Звезда» за номером 6857.
После окончания войны Бахвалов продолжил службу в Советской Армии. В мае 1960 года в звании подполковника он вышел в отставку. 
Проживал в городе Ворошиловград (ныне Луганск, Украина). В 1962—1983 годах работал на заводе. В 1983 году вышел на пенсию. Умер 2 марта 1994 года, похоронен на кладбище «Острая Могила» в Луганске.

## Награды
- Герой Советского Союза (31.05.1945)
- Орден Ленина (31.05.1945)
- Орден Красного Знамени (24.10.1943)
- Два ордена Отечественной войны 1-й степени (21.03.1945, 11.03.1985)
- Орден Отечественной войны 2-й степени (6.08.1944)
- Два ордена Красной Звезды (8.08.1943, 5.11.1950)
- Две медали «За боевые заслуги» (15.03.1942, 15.11.1950)
- Медаль «За освобождение Варшавы»
- Медаль «За взятие Берлина»
- Ряд других медалей СССР[2]